# Romayne Wheeler
Romayne Wheeler   (St. Helena, 28 de març de 1942) és un concertista de piano, compositor i investigador estatunidenc, conegut per la seva vida i treball amb el poble tarahumara, a l'estat de Chihuahua, Mèxic. Tot i que va néixer a Califòrnia, Wheeler ha viscut  a diversos llocs del mon.
El seu pare treballava a les Nacions Unides (FAO) i era missioner en una església adventista de setè dia que li donaria experiència amb les comunitats llatinoamericanes indígenes a l'Arizona quan Wheeler era molt jove. Wheeler va viure a Mèxic i va estar a la República Dominicana durant la seva adolescència. A més va viure 32 anys a Àustria. Va començar a tocar el piano a la seva adolescència sent les seves primeres influences llatinoamericanes, especialment a República Dominicana. Els seus pares el van enviar a estudiar preparatòria a Arizona, i els va finalitzar a Monterey, Califòrnia. Al 1961.
Se'n va anar a Àustria per estudiar música a temps complet, prenent aproximadament dotze anys per obtenir el seu títol com a compositor al 1968 de la Universitat de Música de Viena i el seu títol de concertista de piano al 1972 del Conservatori de Música de Viena. El 1980 Wheeler es va interessar per la serra Tarahumara i la seva gent, a causa de les fotos de la revista National Geographic. Va dedicar mesos d'aquell any a estudiar la música i dansa dels tarahumara i al 1992 es va decidir a viure en aquella remota zona de manera permanent portant el seu piano amb ell mateix.
Els darrers anys ha emprès gires arreu d'Europa, amb base a Catalunya, recaptant diners per als projectes de les fundacions que donen suport al poble rarámuri. A Catalunya ha actuat, entre altres espais, a Casa Mèxic Barcelona, al Reial Cercle Artístic de Barcelona, a l'Institut d'Estudis Nord-americans, a la Biblioteca de Catalunya o al Consolat de Mèxic a Barcelona. També ha realitzat concerts a Ulldecona, Terrassa o Vilafranca del Pendès, entre d'altres llocs del país.